# Гайро
Га̀йро (на италиански: Gairo; на сардински: Gairu, Гайру) е село и община в Южна Италия, провинция Нуоро, автономен регион и остров Сардиния. Разположено е на 670 m надморска височина. Населението на общината е 1572 души (към 2010 г.).
До 2005 г. общината е част от провинция Нуоро.